# Пухальський Володимир В'ячеславович
Волод́имир В'ячесла́вович Пуха́льський (21 березня (2 квітня) 1848, Мінськ — 23 лютого 1933, Київ) —  український піаніст, композитор, педагог, музичний діяч білоруського походження. Перший ректор Київської консерваторії. Заслужений професор УРСР (1928).

## Біографія
Народився у Мінську (нині Білорусь). 1874 року закінчив Петербурзьку консерваторію.
З 1876 у Києві: директор і викладач Музичного училища.
З 1913 року — професор консерваторії, з 1925 року — Музично-драматичного інституту імені Миколи Лисенка.
З його школи вийшла низка піаністів, серед яких — В. Горовиць, Л. Ніколаєв, Б. Яворський, Г. Коган, А. Альшванг, О. Брайловський, М. Тутковський, З. Худякова, Е. Вольтер, П. Яровий, К. Михайлов, Н. Гольденберг, М. Рибицька, В. Григорович-Барський, Н. Скоробогатько.

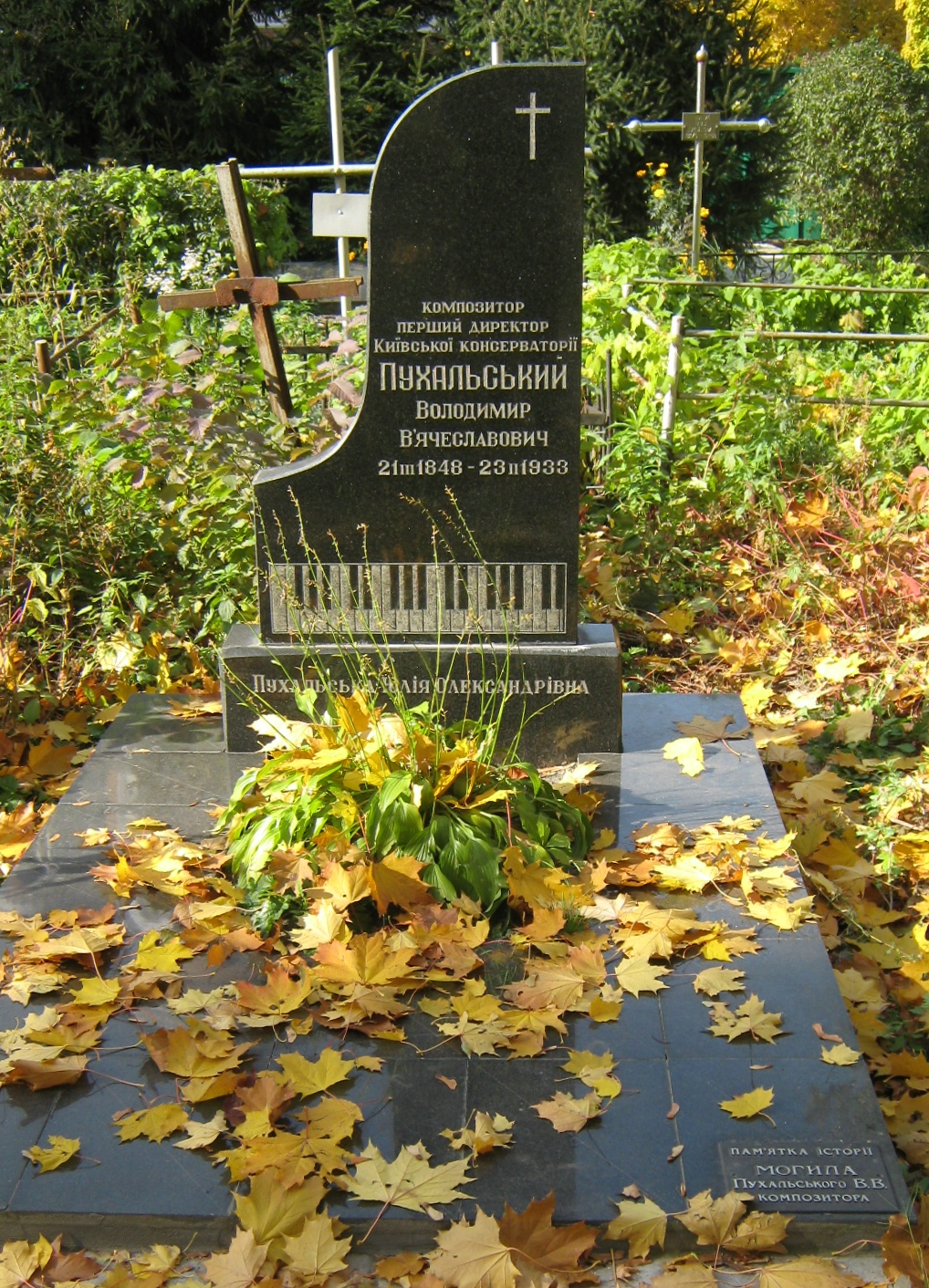
Могила В. В. Пухальського

Помер 23 лютого 1933 року. Похований на Лук'янівському цвинтарі.

## Твори
Опера «Валерія» (1923), «Українська фантазія» і симфонія для оркестру, твори для фортепіано, літургія Іоана Златоустого для хору та інше.